# Mr. Right
«Mr. Right» es la segunda pista y cuarto sencillo del disco Manzana que lanzaron Los Prisioneros con la formación de Jorge González, Gonzalo Yáñez, Miguel Tapia y Sergio Badilla, pero a diferencia de los anteriores, fue escogido para promocionar la reedición del disco en 2020.
Originalmente, «Mr. Right» sería seleccionado sencillo para promocionar a Manzana en 2004, pero la poca atención en el trabajo del disco lo impidió. El 29 de mayo de 2020, bajo el sello San Miguel SpA —y el grupo ya disuelto desde 2006— fue escogido para promocionar el relanzamiento de Manzana en las plataformas digitales y su reedición en CD.

## Historia
La canción es una crítica hacia Agustín Edwards, dueño de la empresa El Mercurio S.A.P. Jorge González la compuso para el sexto disco de su banda Los Prisioneros, Manzana, el cual salió en 2004 bajo el sello Warner Music. Manzana tuvo un frío recibimiento en Chile —su país de origen—, vendiendo tan solo 9 000 copias, pero logró mayor repercusión en el extranjero. Tras el vencimiento del contrato del grupo y el sello discográfico en 2005, todos los discos publicados entre Los Prisioneros y Warner quedaron descatalogados en formato físico, además de no encontrarse en los servicios de streaming como Spotify.
En 2020, el sello San Miguel SpA —al cual pertenece el sitio web Planeta prisionero— adquirió los derechos de los discos descatalogados por Warner, entre ellos Manzana. Los lanzamientos comenzaron con un vinilo del disco Estadio Nacional en 2019, y la subida a las plataformas de streaming de Los prisioneros el 1 de mayo de 2020. El relanzamiento de Manzana se agendó para el 5 de junio de 2020, y en su versión física, para el 10 de junio. Para promocionarlo, se escogió a «Mr. Right» como el primer sencillo. El sencillo incluye a la canción en su versión de estudio, y a un ensayo registrado en 2004. También se lanzó un registro audiovisual de la canción en vivo, donde se recopilan algunos registros del tema en la gira de promoción del disco.

## Lista de canciones
Todas las canciones escritas y compuestas por Jorge González. 
| N.º | Título               | Duración |  |
| 1.  | «Mr. Right»          | 4:11     |  |
| 2.  | «Mr. Right (ensayo)» | 4:28     |  |